# Grande Prêmio do Brasil de 1999
Resultados do Grande Prêmio do Brasil (formalmente XXVIII Grande Prêmio Marlboro do Brasil) realizado em Interlagos em 11 de abril de 1999. Foi a segunda etapa da temporada e teve como vencedor o finlandês Mika Häkkinen.

## Resumo
- O francês Stéphane Sarrazin[3] (que era piloto de testes da Prost) substituiu o italiano Luca Badoer na Minardi, que havia se machucado num teste e
- Ricardo Zonta não disputou a corrida após um acidente nos treinos. Com uma lesão no pé direito, o brasileiro não teve a posição herdada.

## Classificação da prova
| Pos.   | Nº | Piloto                | Construtor         | Voltas | Tempo/Diferença | Grid | Pontos |
| ------ | -- | --------------------- | ------------------ | ------ | --------------- | ---- | ------ |
| 1      | 1  | Mika Häkkinen         | McLaren-Mercedes   | 72     | 1:36'03.785     | 1    | 10     |
| 2      | 3  | Michael Schumacher    | Ferrari            | 72     | + 4.925         | 4    | 6      |
| 3      | 8  | Heinz-Harald Frentzen | Jordan-Mugen/Honda | 71     | Pane seca       | 8    | 4      |
| 4      | 6  | Ralf Schumacher       | Williams-Supertec  | 71     | + 1 volta       | 11   | 3      |
| 5      | 4  | Eddie Irvine          | Ferrari            | 71     | + 1 volta       | 6    | 2      |
| 6      | 18 | Olivier Panis         | Prost-Peugeot      | 71     | + 1 volta       | 12   | 1      |
| 7      | 10 | Alexander Wurz        | Benetton-Playlife  | 70     | + 2 voltas      | 9    |        |
| 8      | 15 | Toranosuke Takagi     | Arrows             | 69     | + 3 voltas      | 19   |        |
| 9      | 21 | Marc Gené             | Minardi-Ford       | 69     | + 3 voltas      | 20   |        |
| Ret    | 14 | Pedro de La Rosa      | Arrows             | 52     | Pane hidráulica | 17   |        |
| Ret    | 22 | Jacques Villeneuve    | BAR-Supertec       | 49     | Pane hidráulica | 21   |        |
| Ret    | 5  | Alessandro Zanardi    | Williams-Supertec  | 43     | Câmbio          | 16   |        |
| Ret    | 16 | Rubens Barrichello    | Stewart-Ford       | 42     | Motor           | 3    |        |
| Ret    | 12 | Pedro Paulo Diniz     | Sauber-Petronas    | 42     | Colisão         | 15   |        |
| Ret    | 9  | Giancarlo Fisichella  | Benetton-Playlife  | 38     | Embreagem       | 5    |        |
| Ret    | 20 | Stephane Sarrazin     | Minardi-Ford       | 31     | Rodada          | 18   |        |
| Ret    | 11 | Jean Alesi            | Sauber-Petronas    | 27     | Câmbio          | 14   |        |
| Ret    | 2  | David Coulthard       | McLaren-Mercedes   | 22     | Câmbio          | 2    |        |
| Ret    | 19 | Jarno Trulli          | Prost-Peugeot      | 21     | Câmbio          | 13   |        |
| Ret    | 17 | Johnny Herbert        | Stewart-Ford       | 15     | Pane hidráulica | 10   |        |
| Ret    | 7  | Damon Hill            | Jordan-Mugen/Honda | 10     | Colisão         | 7    |        |
| DNS    | 23 | Ricardo Zonta         | BAR-Supertec       | 0      | Piloto ferido   | 0    |        |
| Fonte: |    |                       |                    |        |                 |      |        |

## Tabela do campeonato após a corrida
| Pos. | Piloto                | Pontos |
| ---- | --------------------- | ------ |
| 1    | Eddie Irvine          | 12     |
| 2    | Mika Hakkinen         | 10     |
| 3    | Heinz-Harald Frentzen | 10     |
| 4    | Ralf Schumacher       | 7      |
| 5    | Michael Schumacher    | 6      |

| Pos. | Construtor         | Pontos |
| ---- | ------------------ | ------ |
| 1    | Ferrari            | 18     |
| 2    | McLaren-Mercedes   | 10     |
| 3    | Jordan-Mugen/Honda | 10     |
| 4    | Williams-Supertec  | 7      |
| 5    | Benetton-Playlife  | 3      |

- Nota: Somente as primeiras cinco posições estão listadas.